# Valle-d'Alesani
Valle-d'Alesani (en cors E Valle d'Alisgiani) és un municipi francès, situat a la regió de Còrsega, al departament d'Alta Còrsega. L'any 1999 tenia 124 habitants.

## Demografia
| 1962 | 1968 | 1975 | 1982 | 1990 | 1999 |
| ---- | ---- | ---- | ---- | ---- | ---- |
| 212  | 250  | 213  | 192  | 142  | 124  |

## Administració
| Període | Identitat           | Partit | Qualitat |  |
| ------- | ------------------- | ------ | -------- |  |
| 2008-   | Jean-Philippe Putti |        |          |  |